# Onesse-Laharie
Onesse-et-Laharie (gaskonsko Onessa e Laharí) je naselje in občina v francoskem departmaju Landes regije Akvitanije. Naselje je leta 2009 imelo 943 prebivalcev.

## Geografija
Kraj leži v pokrajini Gaskonji ob reki Onesse, 53 km severozahodno od Mont-de-Marsana.

## Uprava
Občina Onesse-et-Laharie skupaj s sosednjimi občinami Arengosse, Arjuzanx, Garrosse, Lesperon, Morcenx, Ousse-Suzan, Sindères in Ygos-Saint-Saturnin sestavlja kanton Morcenx s sedežem v Morcenxu. Kanton je sestavni del okrožja Mont-de-Marsan.

## Zanimivosti
Kraj se nahaja ob romarski poti v Santiago de Compostelo, Via Turonensis.
- cerkev sv. Janeza Krstnika, Onesse,
- cerkev sv. Mavricija, Laharie,
- spomenik mrtvim, postavljen v 20. letih 20. stoletja v spomin na padle med prvo svetovno vojno.

## Promet
Na ozemlju občine Onesse-et-Laharie se nahaja priključek na državno avtocesto (Route nationale), RN 10; slednja povezuje Pariz in španski Irun na obali Biskajskega zaliva preko Bordeauxa.